# Brongniartia sousae
Brongniartia sousae är en ärtväxtart som beskrevs av Dorado. Brongniartia sousae ingår i släktet Brongniartia och familjen ärtväxter. Inga underarter finns listade i Catalogue of Life.